# Шарангский район
Шарангский район — административно-территориальное образование (район) в Нижегородской области России. В рамках организации местного самоуправления ему соответствует Шарангский муниципальный округ (с 2004 до 2022 гг. — муниципальный район).
Административный центр — рабочий посёлок Шаранга, расположенный в 278 километрах от областного центра города Нижний Новгорода.

## География
Шарангский район расположен в северо-восточной части Нижегородской области. Граничит на западе с Воскресенским, на северо-западе — с Тонкинским районами (округами) Нижегородской области, на юге  — с Республикой Марий Эл, на востоке — с Кировской областью.
Площадь района составляет 1595,76 км², из которых лесами занято 859 км².
В Шарангском районе преобладают дерново-подзолистые и суглинистые почвы, местами встречаются подзолисто-болотные и болотные почвы. В общей структуре земельного фонда района наибольший удельный вес имеют леса и сельскохозяйственные угодия. Их доля составляет 95 % всех земельных ресурсов.
Из полезных ископаемых в районе имеются запасы глины, песка и торфа. Причём глина и торф на сегодняшний день используются в промышленных целях — для строительства автодорог, зданий и сооружений, благоустройства населённых пунктов и районного центра. В районе обнаружены перспективные запасы карбонатных пород и запасы глины для строительной керамики 1000000—2000000 м³.

## История
Первыми жителями Шарангского района были марийцы. Постепенно смешиваясь с пришлым русским населением большинство марийцев обрусело. В настоящее время марийцы компактно проживают в Шаранге, с. Большой Рудке, д. Козлянуре, д. Рудомучаше, д. Чуре, с. Кушнуре, д. Большие Килемарах, д. Мельникове, д. Качееве, д. Малом Рейчваже, д. Марсе, д. Пайдушеве, д. Черномуже. На территории Шарангского района находятся 22 марийские священные рощи.
Шарангский район образован 10 июня 1929 года, который вошёл в состав Котельнического округа Нижегородского края. В Котельнический округ входил до декабря 1934 года. С декабря 1934 года входил в Кировский край, с 1936 года входил в Кировскую область.
6 января 1960 года указом Президиума Верховного Совета РСФСР Шарангский район был передан в состав Горьковской — ныне Нижегородской области.
В ноябре 1962 года Шарангский район был включён в Тонкинский район, где находился до декабря 1965 года.
В декабре 1965 года вновь был восстановлен Шарангский район в составе Горьковской (Нижегородской) области.
По состоянию на 10 июня 1929 года в районе было 20 сельских советов, население района 38746 человек, территория района составляла 1800 км², земельных угодий 72000, в том числе 62000 гектар пашни.

## Население
| 1929    | 1939    | 1959    | 1970    | 1979    | 1989    | 2002    | 2003    | 2008    |
| ------- | ------- | ------- | ------- | ------- | ------- | ------- | ------- | ------- |
| 14 300  | ↗38 569 | ↘28 036 | ↘21 690 | ↘17 287 | ↘14 985 | ↘13 743 | ↗14 300 | ↘12 604 |
| 2009    | 2010    | 2011    | 2012    | 2013    | 2014    | 2015    | 2016    | 2017    |
| ↘12 473 | ↘12 450 | ↘12 403 | ↘12 341 | ↘12 261 | ↘12 107 | ↘11 929 | ↘11 842 | ↘11 825 |
| 2018    | 2019    | 2020    | 2021    |         |         |         |         |         |
| ↘11 708 | ↘11 608 | ↘11 434 | ↗11 562 |         |         |         |         |         |

### Урбанизация
Городское население (рабочий посёлок Шаранга) составляет 57,92 % от всего населения района.

### Национальный состав
- русские — 12242,
- марийцы — 2001,
- украинцы — 51,
- мордва — 6,
- татары — 18,
- чуваши — 13,
- другие — 30.

## Административно-муниципальное устройство
В Шарангский район, в рамках административно-территориального устройства области, входят 8 административно-территориальных образований, в том числе 1 рабочий посёлок и 7 сельсоветов.
| № | Административно- территориальное образование | Административный центр  | Количество населённых пунктов | Население (чел.) | Площадь (км²) |
| - | -------------------------------------------- | ----------------------- | ----------------------------- | ---------------- | ------------- |
| 1 | рабочий посёлок Шаранга                      | рабочий посёлок Шаранга | 4                             | ↗6870            | 103,56        |
| 2 | Большерудкинский сельсовет                   | село Большая Рудка      | 17                            | ↘934             | 247,36        |
| 3 | Большеустинский сельсовет                    | село Большое Устинское  | 8                             | ↘528             | 80,54         |
| 4 | Кушнурский сельсовет                         | село Кушнур             | 9                             | ↘547             | 117,88        |
| 5 | Роженцовский сельсовет                       | село Роженцово          | 22                            | ↗945             | 350,19        |
| 6 | Старорудкинский сельсовет                    | село Старая Рудка       | 14                            | ↗598             | 377,71        |
| 7 | Черномужский сельсовет                       | деревня Черномуж        | 12                            | ↗692             | 226,30        |
| 8 | Щенниковский сельсовет                       | село Щенники            | 8                             | ↘448             | 92,22         |

Первоначально на территории Шарангского района до 2009 года выделялись 1 рабочий посёлок и 9 сельсоветов. В рамках организации местного самоуправления в 2004—2009 гг. в существовавший в этот период Шарангский муниципальный район входили соответственно 10 муниципальных образований, в том числе 1 городское и 9 сельских поселений. В 2009 году были упразднены Кугланурский и Пестовский сельсоветы, включённые в Большерудкинский сельсовет. Законом от 12 апреля 2022 года Шарангский муниципальный район и все входившие в его состав поселения были упразднены и объединены в Шарангский муниципальный округ.

## Населённые пункты
В Шарангском районе 94 населённых пункта, в том числе посёлок городского типа (рабочий посёлок) и 92 сельских населённых пункта.
| №  | Населённый пункт    | Тип             | Население | Административно- территориальное образование |
| -- | ------------------- | --------------- | --------- | -------------------------------------------- |
| 1  | Шаранга             | рабочий посёлок | ↗6697     | рабочий посёлок Шаранга                      |
| 2  | Арзаматово          | деревня         | ↘10       | Большеустинский сельсовет                    |
| 3  | Астанчурга          | деревня         | ↘144      | Щенниковский сельсовет                       |
| 4  | Барышники           | деревня         | ↘39       | Старорудкинский сельсовет                    |
| 5  | Бахтино             | деревня         | ↗43       | Роженцовский сельсовет                       |
| 6  | Большая Рудка       | село            | ↘603      | Большерудкинский сельсовет                   |
| 7  | Большие Килимары    | деревня         | ↘8        | Роженцовский сельсовет                       |
| 8  | Большое Доброво     | деревня         | →30       | Роженцовский сельсовет                       |
| 9  | Большое Устинское   | село            | ↘486      | Большеустинский сельсовет                    |
| 10 | Большой Рейчваж     | деревня         | ↗89       | рабочий посёлок Шаранга                      |
| 11 | Верхнее Самойлово   | деревня         | ↘7        | Роженцовский сельсовет                       |
| 12 | Второе Гусево       | деревня         | ↘3        | Черномужский сельсовет                       |
| 13 | Вторые Николаевские | деревня         | ↘30       | Старорудкинский сельсовет                    |
| 14 | Глубоково           | деревня         | ↘25       | Большерудкинский сельсовет                   |
| 15 | Глушково            | деревня         | ↘0        | Большерудкинский сельсовет                   |
| 16 | Ермолино            | деревня         | ↘58       | Роженцовский сельсовет                       |
| 17 | Загуляево           | деревня         | ↘22       | Большерудкинский сельсовет                   |
| 18 | Заречный            | посёлок         | ↘18       | Большеустинский сельсовет                    |
| 19 | Зинки               | деревня         | ↘41       | Кушнурский сельсовет                         |
| 20 | Зыково              | деревня         | ↘37       | Большерудкинский сельсовет                   |
| 21 | Ивановка            | деревня         | ↘1        | Кушнурский сельсовет                         |
| 22 | Ивановские          | деревня         | →0        | Большерудкинский сельсовет                   |
| 23 | Качеево             | деревня         | ↗72       | Черномужский сельсовет                       |
| 24 | Керганы             | деревня         | ↘4        | Старорудкинский сельсовет                    |
| 25 | Клюжево             | деревня         | ↘2        | Большерудкинский сельсовет                   |
| 26 | Козлянур            | деревня         | ↘140      | Кушнурский сельсовет                         |
| 27 | Коммунар            | деревня         | ↘1        | Роженцовский сельсовет                       |
| 28 | Копани              | деревня         | ↘96       | Щенниковский сельсовет                       |
| 29 | Копытенки           | деревня         | →0        | Старорудкинский сельсовет                    |
| 30 | Королёво            | деревня         | ↘84       | Роженцовский сельсовет                       |
| 31 | Красная Горка       | посёлок         | ↘97       | Роженцовский сельсовет                       |
| 32 | Красновка           | деревня         | ↘89       | Кушнурский сельсовет                         |
| 33 | Кугланур            | село            | ↘140      | Большерудкинский сельсовет                   |
| 34 | Кудрявка            | деревня         | →0        | Кушнурский сельсовет                         |
| 35 | Куклино             | деревня         | ↘31       | Роженцовский сельсовет                       |
| 36 | Куракино            | деревня         | ↘0        | Большерудкинский сельсовет                   |
| 37 | Курзеня             | деревня         | ↘11       | Старорудкинский сельсовет                    |
| 38 | Куршаково           | деревня         | ↘0        | рабочий посёлок Шаранга                      |
| 39 | Кушнур              | село            | ↘364      | Кушнурский сельсовет                         |
| 40 | Лежнино             | деревня         | →1        | Щенниковский сельсовет                       |
| 41 | Лоскутово           | деревня         | ↘19       | Черномужский сельсовет                       |
| 42 | Макарково           | деревня         | ↘14       | Черномужский сельсовет                       |
| 43 | Макаровские         | деревня         | ↘0        | Щенниковский сельсовет                       |
| 44 | Малая Уста          | деревня         | ↘101      | Щенниковский сельсовет                       |
| 45 | Малиновские         | деревня         | ↘0        | Большеустинский сельсовет                    |
| 46 | Малое Зверево       | деревня         | ↘8        | Роженцовский сельсовет                       |
| 47 | Малые Килимары      | деревня         | ↘17       | Роженцовский сельсовет                       |
| 48 | Малый Рейчваж       | деревня         | ↘24       | рабочий посёлок Шаранга                      |
| 49 | Марс                | деревня         | ↘3        | Черномужский сельсовет                       |
| 50 | Мельниково          | деревня         | ↘7        | Роженцовский сельсовет                       |
| 51 | Морозово            | деревня         | ↘0        | Черномужский сельсовет                       |
| 52 | Москвино            | деревня         | ↘19       | Роженцовский сельсовет                       |
| 53 | Мосуново            | деревня         | ↗109      | Черномужский сельсовет                       |
| 54 | Нижнее Самойлово    | деревня         | ↗3        | Роженцовский сельсовет                       |
| 55 | Никольские          | деревня         | ↘4        | Большерудкинский сельсовет                   |
| 56 | Новоселово          | деревня         | →0        | Старорудкинский сельсовет                    |
| 57 | Пайдушево           | деревня         | ↘128      | Черномужский сельсовет                       |
| 58 | Первое Гусево       | деревня         | ↘30       | Кушнурский сельсовет                         |
| 59 | Первое Кузнецово    | деревня         | ↘4        | Роженцовский сельсовет                       |
| 60 | Перчеваж            | деревня         | ↘71       | Большерудкинский сельсовет                   |
| 61 | Пестово             | деревня         | ↘263      | Большерудкинский сельсовет                   |
| 62 | Пиштань             | посёлок         | →0        | Старорудкинский сельсовет                    |
| 63 | Поздеево            | деревня         | ↘109      | Роженцовский сельсовет                       |
| 64 | Полозово            | деревня         | ↘38       | Черномужский сельсовет                       |
| 65 | Посташ              | деревня         | ↘28       | Роженцовский сельсовет                       |
| 66 | Преображенка        | деревня         | ↘44       | Кушнурский сельсовет                         |
| 67 | Рогожники           | деревня         | ↘0        | Кушнурский сельсовет                         |
| 68 | Роженцово           | село            | ↘432      | Роженцовский сельсовет                       |
| 69 | Рудаково            | деревня         | ↘4        | Большерудкинский сельсовет                   |
| 70 | Рудомучакш          | деревня         | ↘0        | Большерудкинский сельсовет                   |
| 71 | Свинцово            | деревня         | ↘110      | Роженцовский сельсовет                       |
| 72 | Селезни             | деревня         | ↘0        | Большерудкинский сельсовет                   |
| 73 | Смирново            | деревня         | ↘0        | Большерудкинский сельсовет                   |
| 74 | Сосновка            | посёлок         | ↘20       | Роженцовский сельсовет                       |
| 75 | Старая Рудка        | село            | ↘354      | Старорудкинский сельсовет                    |
| 76 | Старостино          | деревня         | ↘1        | Большерудкинский сельсовет                   |
| 77 | Суслово             | деревня         | ↗50       | Старорудкинский сельсовет                    |
| 78 | Сысуи               | деревня         | ↘12       | Старорудкинский сельсовет                    |
| 79 | Танайка             | деревня         | ↘0        | Старорудкинский сельсовет                    |
| 80 | Тишкино             | деревня         | ↘19       | Щенниковский сельсовет                       |
| 81 | Торопово            | деревня         | ↘37       | Старорудкинский сельсовет                    |
| 82 | Туманка             | деревня         | ↗213      | Черномужский сельсовет                       |
| 83 | Туманур             | деревня         | ↘20       | Большеустинский сельсовет                    |
| 84 | Тунемер             | деревня         | ↘0        | Щенниковский сельсовет                       |
| 85 | Уста                | посёлок         | ↘0        | Большеустинский сельсовет                    |
| 86 | Фоминские           | деревня         | ↘7        | Роженцовский сельсовет                       |
| 87 | Чалпайки            | деревня         | ↘22       | Большеустинский сельсовет                    |
| 88 | Чезганы             | деревня         | ↘17       | Старорудкинский сельсовет                    |
| 89 | Чемоданово          | деревня         | ↘1        | Черномужский сельсовет                       |
| 90 | Черномуж            | деревня         | ↘193      | Черномужский сельсовет                       |
| 91 | Чура                | деревня         | ↘73       | Большеустинский сельсовет                    |
| 92 | Шалагино            | деревня         | ↘15       | Роженцовский сельсовет                       |
| 93 | Щекотово            | деревня         | ↘206      | Старорудкинский сельсовет                    |
| 94 | Щенники             | село            | ↘218      | Щенниковский сельсовет                       |

## Экономика района
По уровню социально-экономического развития Шарангский муниципальный район относится к группе территорий со средним уровнем развития. По итогам 9 месяцев 2016 года район занял 22 место среди всех территорий Нижегородской области (в 2015 году — 26 место). Предприятия сельского хозяйства, деревообрабатывающей, пищевой и лёгкой промышленности, малый и средний бизнес — составляют экономику Шарангского района. Четыре года район участвует в проекте по поддержке местных инициатив. В 2016 году в рамках данного проекта было реализовано 9 мероприятий. За 2016 год в службу занятости обратились за содействием в поиске подходящей работы 399 человек, Процент безработицы на 1 января 2017 года равен 0,46 %.
что ниже среднеобластного показателя.
В 2016 году родилось 169 малышей, что на 8 больше, чем в 2015 году. Произошло увеличение смертности на 18 человек (193 человека, в 2015 году — 175). Прибыло в район 513 человек, что на 75 человек больше, чем в 2015 году, выбыло за пределы района −507, на 4 меньше аналогичного периода прошлого года. Естественная убыль населения за 2015 год — 87 человек, а в 2016 году −18 чел., (снижение на 79,3 %).
В общем товарообороте района 40 % занимает торговля потребительского общества. Состояние развития малого и среднего бизнеса в районе можно обозначить как достаточно устойчивое. Отраслевая структура малого и среднего бизнеса района включает практически все виды экономической деятельности (торговля, общественное питание, обрабатывающие производства, строительство, ЖКХ, транспорт, бытовые услуги, и др.). В районе осуществляет деятельность 361 субъект малого предпринимательства, включая 265 индивидуальных предпринимателей. В этой сфере работает более 2000 человек.
На территории района сегодня функционирует 114 торговых точек, 7 аптек, 5 автозаправочных станций, ярмарка временного характера, 11 точек общественного питания, 13 объектов бытового обслуживания (из них: 6 парикмахерских, 2 обувные мастерские, 3 швейные мастерские).
В 2016 году в Шаранге появился второй магазин «Строитель» (ИП Чезганова Н. В.), магазин «Народные цены» (ИП Мулажанов С. С.). А также открыта АЗС «АвтоФуд» ООО «Технология снабжения».
Промышленность района представлена следующими основными предприятиями:
- Предприятие «Маслодел»
- Предприятие «Кедр»
- Предприятие «Партнёр»
- Хлебокомбинат
- Предприятие «Ника»
- Предприятие «Крона»

Основные направления деятельности деревообработка, переработка продукции. Ведущая отрасль промышленности — деревообрабатывающая.

## Сельское хозяйство
Шарангский район является сельскохозяйственным районом Нижегородской области. Ведущим направлением в сельском хозяйстве является животноводство, основным видом деятельности которого производство молока. В растениеводстве основным направлением является производство зерна и льноволокна. В 2016 году посевная площадь под сельскохозяйственными культурами составила 23 тысячи 458 га, на 8 га больше чем в 2015 году. Валовой сбор зерна составил 9 тысяч 503 тоны. Увеличено производство льно — волокна на 163 тонны. В 2016 году приобретены 3 зерноуборочных комбайна, 4 колёсных трактора, 11 единиц прицепной сельскохозяйственной техники. Построены и введены в эксплуатацию 2 сушильно — сортировальных комплекса для подработки зерна в Обществах «Поздеево» и «Новый век». Построен ангар для хранения сельхоз/техники в Обществе «Возрождение».
По данным на 01.01.2017 года в районе действует 10 предприятий и 24 крестьянских (фермерских) хозяйств. Неплохие результаты достигнуты и в отрасли животноводства. Всего произведено молока 44 тысячи 054 т. Больше всех произведено молока в АПК «Поздеево» — 1 тыс.431 т. Или 35 % от общего объёма произведённого в районе молока. Надой на одну корову в целом по району составил 3 тыс. 682 кг. Наивысшей молочной продуктивности добились ООО «Возрождение» — 4тыс.480 кг, ООО «АПК „Поздеево“» — 3 тыс.975 кг. Доля производства молока соответствующего требованиям высшего и первого сорта увеличилась до 94 %.
Набирает обороты мясное скотоводство. Поголовье КРС этого направления достигло 376 голов (2015 год — 215 голов).
Непосредственную помощь сельскохозяйственным товаропроизводителям оказывают два уже давно функционирующие предприятия переработки — ОАО «Маслодел» и ООО МПК «Шаранга». В акционерном обществе «Маслодел» в 2016 году инвестировано в основной капитал 4 млн. 537 тыс. рублей (что на 3 млн.771 тыс. рублей больше чем в 2015 году), на 297 м² увеличены производственные площади, выручка от реализации продукции в 2016 году составила более 42 млн рублей.

## Транспорт
По району проходят автодороги с твёрдым покрытием протяжённостью 60 километров. Все автодороги являются дорогами местного значения. Транспортная сеть состоит из 11 пригородных маршрутов протяжённостью 295 км.
Из 94 населённых пунктов 66 охвачены маршрутами транспорта общего пользования. Ежедневно автобусами общего пользования выполняется 50 рейсов, за 2016 год на пригородных маршрутах перевезено 444,8 тыс. пассажиров.
В 2016 году был приобретён за счёт средств бюджета Шарангского муниципального района новый автобус ПАЗ-32053.
Каждый желающий может воспользоваться услугой регулярных перевозок по междугородним маршрутам:
Шаранга — Урень
Отправление из Шаранги / отправление из Уреня
4.40 ежедневно /8.00 ежедневно
9.40 ежедневно/ 12.00 ежедневно
13.20 ежедневно кроме воскресенья /16.00 ежедневно
12.30 в воскресенье
17.20 ежедневно /19.50 ежедневно
Приобретая билеты на междугородний автобус Шаранга-Урень, можно приобрести билет на электропоезд Урень-Нижний Новгород. В этом случае пассажир получает скидку за проезд в размере 100 рублей.
Шаранга-Шахунья
Отправление из Шаранги /отправление из Шахуньи
7.40 ежедневно /10.20 ежедневно
14.00 ежедневно /16.00 ежедневно
Шаранга- Йошкар-Ола
Отправление из Шаранги /отправление из Йошкар-Олы
4.45 понедельник /13.30 понедельник
10.00 вт.ср.чт.субб. /14.00 вт.ср.чт.субб
8.00 пятница /16.00 пятница
16.30 воскресенье /19.30 воскресенье
Посадка в г. Йошкар-Ола производится с площадки перед автовокзалом, билеты приобретаются у водителя — кондуктора в автобусе. Производится бронирование билетов по телефону 89371156399.
Основным перевозчиком пассажиров является предприятие МУП «Шарангское ПАП», которое обеспечивает стабильную и регулярную перевозку пассажиров, соблюдение графиков движения по маршрутам, фиксированные цены за проезд, предрейсовый и послерейсовый медицинский осмотр водителей автобусов, страховку гражданской ответственности перевозчика за причинение вреда жизни, здоровью и имуществу пассажиров.

## Образование
Система общего образования Шарангского муниципального района на 1 января 2016 года (как и в 2015 году) включает в себя 26 образовательных учреждений:
- 3 средние общеобразовательные школы,
- 6 основных общеобразовательных школ, в том числе учительский дом в селе Старая Рудка,
- 15 дошкольных образовательных учреждений, в том числе 4 семейных детских сада,
- 2 образовательных учреждения дополнительного образования: Шарангский дом детского творчества и Детско-юношеская спортивная школа.

В школах обучается 1 тыс. 171 учащийся, что на 47 учеников больше, чем в 2015 году. Детские сады посещают 706 воспитанников.
Всего программами дополнительного образования в Шарангском районе охвачено 96,7 % детей, что выше областного показателя на 12,5 %.
В течение 2016 года образовательный процесс осуществляли 234 педагогических работника. В целях обеспечения муниципальной системы образования высококвалифицированными кадрами большое внимание уделялось следующим вопросам:
- повышению уровня образования педагогических работников;
- повышению квалификации педагогов.

Все образовательные учреждения имеют лицензии. Все 9 школ прошли процедуру аккредитации. Все школы обеспечены бесплатными учебниками в полном объёме. К государственной итоговой аттестации в 2016 году допущены все выпускники 9, 11 классов.
Все выпускники преодолели минимальный порог баллов, установленный Рособрнадзором и получили аттестаты. В 2016 году в Шарангской средней школе две выпускницы получили медали «За особые успехи в учении».
В филиале Шахунского агропромышленного техникума обучается 163 человека по следующим профессиям:
- Мастер сельскохозяйственного производства
- Повар, кондитер
- Станочник деревообрабатывающих станков
- Экономика и бухгалтерский учёт
- Технолог продукции общественного питания и Механизация сельского хозяйства (заочное отделение).

Кроме того, техникум занимается подготовкой водителей категории «В» трактористов. В 2016 году для подготовки водителей категории «С» на внебюджетные средства был закуплен автомобиль ГАЗ — 3309.

## Культура
В ведомстве отдела культуры Администрации района находится 4 муниципальных учреждения культуры и 1 учреждение дополнительного образования детей. Количество мероприятий всех форм в 2016 году составило 4 233 с охватом аудитории 175 тыс. человек.

##### Шарангский районный дом культуры
Шарангский районный Дом культуры образовался в тридцатые годы прошлого столетия. В 1991 году коллектив РДК продолжил свою деятельность в новом здании. В настоящее время в МБУК «Шарангский районный Дом культуры» работают творческие, яркие, талантливые, по настоящему неординарные люди, реализующие свой потенциал в различных направлениях искусства . Зрителями мероприятий РДК являются люди разных возрастов, профессий, интересов, национальностей, социальных групп. В районных, зональных и областных встречах, конкурсах и фестивалях принимают участие вокальные коллективы районов северной зоны Нижегородской области, гор. Нижний Новгород, республики Марий Эл. РДК увеличивает количество платных услуг — мероприятий, которые проводятся в различных организациях посёлка и на дому. Шарангский районный Дом культуры располагает самым современным музыкальным, и мультимедийным оборудовнием. Суммарная мощность звукоусиливающей аппаратуры составляет более 11 кВт, что позволяет проводить массовые мероприятия на улице, сопровождаемые мощным, качественным звуком. Также успешно создаёт профессиональное полномасштабное лазерное шоу.
С 2012 года руководит Шарангским районным Домом культуры — выпускница Волгоградского Государственного института искусств и культуры — Олеся Владимировна Алифанова.
В 2016 году районный дом культуры отметил своё 25 летие. В мае 2016 года РДК принимал участие во Всероссийском смотре-конкурсе «Дом культуры 21 век». Коллектив занял третье место в номинации «Лучший социально-ориентированный проект» и был награждён дипломом.
Коллектив РДК оказывает населению целый спектр высококачественных услуг: проведение крупномасштабных и камерных мероприятий, дискотек, банкетов, детских и взрослых интерактивных программ; торжественная регистрация свадеб (включая выездные); декоративное оформление помещений для мероприятий; шоу мыльных бузырей, «бум»-шоу, песочное шоу и многое другое.
На базе РДК работают следующие коллективы: Народный хор ветеранов, руководитель Вероника Дёмина, концертмейстер Юрий Бечин; Кавер-квартет «Мелодия», руководитель Валентин Куимов, театр мод «Арт-Деко», руководитель Елена Лутошкина; Образцовый танцевальный коллектив «Акцент», руководитель Ольга Шорохова; Театрально-Творческое объединение «Шар» и молодёжная арт-студия «Start Up», руководитель Иван Алифанов; детский вокальный коллектив «ГолосОК», руководитель Вероника Дёмина. Кроме того, в мероприятиях принимают активное участие солисты — Лауреаты конкурсов различных уровней: Мария Чернигина, Валентин Куимов, Вероника Дёмина, Екатерина Кислицына, Елена Лещенко и другие, а также воспитанники детской школы искусств.

##### Шарангская централизованная клубная система
Муниципальное бюджетное учреждение культуры «Шарангская централизованная клубная система» было создано в 2011 году. В его состав входят 10 сельских Домов культуры и 2 сельских клуба. Осуществление культурно-досуговой деятельности и оказание методической помощи сельским клубным учреждениям — основные задачи МБУК «ШЦКС».
В сельских Домах культуры и клубах работают 8 творческих коллективов, 3 из которых имеют звание «Народный»:
— Марийский фольклорный ансамбль «Пеледекш» — работает с 1971 года в Черномужском сельском доме культуры. Его участники — это творческие энергичные люди, интересующиеся бытом, традициями и культурой своего народа. Большое внимание в коллективе уделяется возрождению самобытного марийского фольклора, праздничных традиций и обрядов. В программе ансамбля старинные и современные песни и танцы, стихи, сценки и многое другое. 21 января 1993 года коллективу было присвоено звание «Народный».
— Мужской вокальный ансамбль «Добры молодцы» — создан в 1995 году на базе Щекотовского сельского Дома культуры. Репертуар коллектива очень разнообразен — это песни о любви и дружбе, о войне и малой родине, произведения разной тематики и жанров, авторские песни и многое другое. В 2000 году коллективу присвоено звание «Народный».
— Студия по ткачеству Роженцовского сельского Дома культуры — была открыта в 1998 году, но до сентября 2014 года носила название «Мастерская». Изучение традиций ручного ткачества, сохранение и возрождение художественных промыслов — основные направления деятельности Студии. В 2002 году Студии (Мастерской) по ткачеству было присвоено звание «Народный».
На протяжении последних трёх лет сельские клубные учреждения Шарангского района становятся победителями областного конкурса на получение денежного поощрения лучшими муниципальными учреждениями культуры, находящимися на территориях сельских поселений Нижегородской области, и их работниками. Гранты в размере 100 тысяч рублей получили:
— Роженцовский сельский Дом культуры — 2013 год;
— Щекотовский сельский Дом культуры — 2014 год;
— Поздеевский сельский Дом культуры — 2015 год%
— Волкова Татьяна Алексеевна, культорганизатор Черномужского сельского Дома культуры — 2016 год.
С целью сохранения истории деревень и быта на базе сельских Домов культуры открываются музеи. Так в ноябре 2013 года на базе Поздеевского сельского Дома культуры был открыт Музей русской старины, в июле 2015 года в Большерудкинском сельском Доме культуры открыт Музей «Истоки», а в мае 2016 года в Большеустинском сельском Доме культуры состоялось открытие Музея крестьянского труда.

##### Шарангская централизованная библиотечная система
7 апреля 1976 года было принято решение районного Совета депутатов трудящихся № 117 «О централизации библиотек района». В централизованную библиотечную систему вошли: районная, детская и 16 сельских библиотек. Для координации работы всех структурных подразделений был создан методико-библиографический отдел; для организации централизованного комплектования создан отдел комплектования и обработки литературы.
Первым директором ЦБС стала Наймушина Таисия Николаевна.
В настоящее время сеть библиотечных учреждений района представлена центральной районной, детской и 11 сельскими библиотеками. Ежегодно библиотеками централизованной библиотечной системы пользуются более 9 тысяч человек. Книжный фонд насчитывает около 109 тысяч экземпляров.
В библиотеках трудятся 30 человек.
Основная деятельность библиотек — собирание, хранение фонда документов универсального профиля на различных носителях; удовлетворение библиотечных, библиографических и информационных потребностей жителей района по всем видам их деятельности. При библиотеках работают клубы по интересам, проводится много интересных досуговых мероприятий. Библиотеки — это центры чтения, досуга, индивидуального и коллективного творчества.
В последние годы возросла роль информационной функции. При центральной библиотеке работает центр правовой информации, при детской библиотеке — информационно-компьютерный центр Комп@с, на базе Кушнурской, Б.Рудкинской, Б.Устинской, Роженцовской, Ст. Рудкинской и Поздеевской сельских библиотек — сельские информационные центры.
Web-сайт ЦБС http://www.cbs-shar.ru

##### Шарангская детская школа искусств
Шарангская детская школа искусств начала свою историю с образования в 1969 году музыкальной школы. В 1975 году открылась художественная школа. С 1992 года существует как самостоятельная детская школа искусств). Школа функционирует в одном здании, постройки 1966 года, общей площадью 644,1 м2; 5 кабинетов для индивидуальных занятий, 7 кабинетов для групповых занятий, хореографический зал, актовый зал. Школа располагает концертным залом на 79 мест, общей площадью 90 м². Школа имеет лицензию за № 66 от 13 февраля 2013 года на осуществление образовательной деятельности по указанным в приложении образовательным программам.
На сегодняшний день в школе искусств работает 16 преподавателей. Все свои знания, опыт и любовь отдают они своим ученикам. Пришли в школу искусств в качестве преподавателей её выпускники: Анна Васильевна Козлова и Юлия Александровна Ермолина, Мария Александровна Чернигина и Екатерина Владимировна Рудакова, Мария Владимировна Рыбакова и Алёна Николаевна Бусыгина.
Количество учащихся на конец 2016 составляет 325 чел., по сравнению с 2015 г. — 298 чел., увеличение связано с тем, что 2 преподавателя вышли из отпуска по уходу за ребёнком, в связи с этим открылся набор детей на хореографическое отделение.
```
В 2016 году выпуск по всем отделениям ДШИ составил 50 человек (2015 г.-38 чел):
```

· 31- РЭР
· 5 — музыкальное отделение
· 10 — художественное отделение
· 4 — театральное отделение
16 человек получили свидетельства с отличием (2015 год — 16 человек). В целях стимулирования успехов в учёбе, творчестве, дети, демонстрирующие высокие результаты, награждаются грамотами.
В течение прошлого года в различных конкурсах приняли участие 365 детей и 39 коллективов (590 детей), из них получили звание дипломантов, лауреатов, победителей 93 ребёнка и 20 коллективов (в них 267 детей), (в 2015 году — 537 человек и 11 коллективов (193 ребёнка), победителей 53 ребёнка и 6 коллективов (131 ребёнок)).
В Международных и Всероссийских конкурсах участвовали 236 учащихся и 34 коллектива (517 детей), из них победителями стали 64 человека и 16 коллективов (209 детей).
В 2016 году хореографическому коллективу «Акцент» присвоено звание «Народный (Образцовый) самодеятельный коллектив Нижегородской области».

##### Шарангский народный краеведческий музей
Муниципальное бюджетное учреждение культуры «Шарангский народный краеведческий музей» основан в 1977 году. В настоящее время музей расположен в старинном двухэтажном здании 1905—1907 годов постройки. В музее расположены 5 отделов (залов): зал Этнографии, зал Флоры и фауны, зал Боевой и трудовой славы, зал Истории образования Шарангского района и небольшой отдел, посвящённый жизни советских граждан. Зал Этнографии знакомит с марийской культурой. Особый интерес вызывает у посетителей панорама, представляющая собой часть марийской священной рощи, которая рассказывает о марийских ритуальных обрядах. Так как район населяли в основном земледельцы, поэтому большинство экспонатов рассказывают о крестьянском быте, прежде всего это крестьянская изба, двор и сельскохозяйственный инвентарь. Также в этом зале мы можем увидеть интерьер комнаты 50-60 гг. XX века, принадлежащей образованному человеку.
Экспозиция зала Боевой и трудовой славы рассказывает о жизни Шарангского района в годы Великой Отечественной войны, о шарангцах, защищавших нашу Родину на фронтах второй мировой. В зале находится Книга памяти, в которую занесены имена всех шарангцев, не вернувшихся с войны. Так же особое внимание уделяется роли женщин района, которые внесли немалый вклад в освобождение Родины от немецко — фашистских захватчиков. Свидетельством того, что война затронула не только взрослых, но и детей является история Ленинградского детского дома № 15, эвакуированного из блокадного Ленинграда в 1942 году в Шарангу. Чуть меньшими по величине экспозициями представлены истории Афганской и Чеченских войн.
Зал Флоры и фауны рассказывает о животных, обитающих на территории нашего района и его окрестностях. Особо ценными экспонатами этого зала являются лось и медведь, а также рысь. Также в этом зале расположен небольшой археологический отдел. В 2014 году зал пополнился тремя экспонатами.
В зале Истории образования и развития Шарангского района отражено развитие района и его укрепление в различных областях жизни. Также посетив этот зал, можно познакомиться с продукцией, выпускаемой местными предприятиями. В зале расположены макеты различных территорий р.п. Шаранга, старинные карты. В 2014 году прошла небольшая реконструкция зала. Были приобретены выставочные подиумы для макетов. В зале появился стенд, рассказывающий об истории и развитии спорта в районе. Также информация на каждом стенде была обновлена и напечатана в типографским способом.
Отдел, посвящённый жизни советских граждан, — «Советский быт».
Предметы советского быта всё чаще становятся музейными экспонатами. Каждый предмет в этом зале связан с какими-то воспоминаниями. Многое напоминает о том, что навсегда ушло из нашей жизни и никогда не вернётся. Советский быт — это особый стиль со своим набором приёмов, знаков и символов. Вазочки, часы, фотографии были ничем иным, как подлинной жизнью страны.

## Здравоохранение
В больничный комплекс района входят центральная больница (ЦРБ) на 78 коек, 17 фельдшерско-акушерских пунктов.
Мощность амбулаторно-поликлинических учреждений 250 помещений в смену. На 01.01.2017г Всех работающих — 214 человек, количество врачей всех специальностей 22 человека, 109 средних медицинских работников и 83 человека младшего и прочего персонала.
В 2016 году в рамках пилотного проекта по оснащению Шарангского района Нижегородской области телемедицинским оборудованием для функциональной диагностики с возможностью удалённой передачи и хранения обработки данных поставлено оборудование на 17 ФАПах Шарангского района:
— компьютер (ноутбук),
— принтер, модем, для передачи информации в частности ЭКГ (электрокардиографии), данные передаются в поликлинику Шарангской ЦРБ.
На сегодняшний день все 17 ФАПов подключены к интернету и имеют телемедицинские комплексы, а также способны быстро передать данные о пациентах в районную больницу.
Кроме того на 4-х ФАПах дополнительно установлено следующее оборудование:
1. Спирограф (определение функции внешнего дыхания);
2. Анализатор биохимический крови (гемоглобин, холестерин, глюкоза);
3. Анализатор мочи;
4. Аппарат для измерения внутриглазного давления
Все эти аппараты переносные, портативные — можно проводить обследование на дому.
В ЦРБ дополнительно (в поликлинике) установлено оборудование:
1. Для ЭКГ мониторирования — можно снимать электрокардиографию в течение суток и видеть нарушения;
2. Энцефалографии (изменение импульсов мозга при заболеваниях головного мозга)
И эти данные можно передать в ОКБ (Областную клиническую больницу им. Семашко).

## Спорт
В последние годы при поддержке Администрации Шарангского района значительно вырос уровень развития физкультуры и спорта в Шарангском районе. Существуют и развиваются спортивные клубы, секции, сооружения для развития физкультуры и спорта в районе и укрепления здоровья населения.
Спортивные клубы.
Физкультурно-спортивный клуб по месту жительства при Доме детского творчества, где занимается 39 учащихся.
Детский подростковый клуб при пожарной части, где занимается 16 детей.
МОУ ДОД «ДЮСШ» (Детско-юношеская спортивная школа). Основана 09.04.2004 г.
Культивирует 7 видов спорта: баскетбол (3 группы), волейбол (6групп), футбол (8 групп), хоккей (2 группы), лыжные гонки (5 групп), шахматы (1 группа), спортивные танцы (2 группы).
В ДЮСШ обучается 357 учащихся. В штате 18 работников. Из них 13 педагогов (тренеров- преподавателей).
```
Спортивные сооружения
.
```

В районе насчитывается 56 спортивных сооружений из них 16 (5 залов — 24×12 м, 6 залов — 18×9 м 5 залов малогабаритных) спортивных залов, 33 плоскостных спортивных сооружения (13 площадок для волейбола 18×9 м,3 площадки для баскетбола 24×74 м, 20×40 м, 14×28 м, 8 площадок для мини — футбола 40×20 м, 2 хоккейные площадки 58×30 м и 40×20 м, 1 теннисный корт 38×26 м. 3 гимнастических городка: два-40х10 м и 50×20 м, 3 футбольных поля 100×60 м,100х65 м, 95×60 м, один стадион с крытыми трибунами на 1000 мест, один бассейн 9×8 м, один тир длиной , 3 лыжные базы с лыжнёй, одно сооружение для ОФП, закаливания и принятия водных процедур.
Самыми крупными являются : Центральный стадион в рп. Шаранга, Старорудкинский спортивный комплекс в с. Старая Рудка, Поздеевский спортивный комплекс в с. Поздеево.
Спортивные секции
В различных секциях занимается 1177 человек, что составляет 903 % жителей района.
Из них более 700 мальчишек и девчонок занимаются в различных секциях. При спорткомитете работают тренеры со сборными командами района по футболу и волейболу.
Команды района, как взрослые, так и детские постоянные участники Первенств области по футболу и волейболу. Наиболее успешно выступают команды юных волейболисток различных возрастов. Они становились победителями и призёрами различных областных и региональных турниров и первенств.
На 1 января 2017 года в районе трудится 39 штатных работников физической культуры и спорта, из которых 19 имеют высшее и 20 среднее специальное образование, 3 специалиста впервые приступили к работе в 2016 году.
Детско-юношеский спорт — особая статья в физкультурной деятельности осуществляемой в районе. Более тысячи двухсот учащихся занимаются в различных секциях. 420 человек из них целенаправленно тренируются в детско-юношеской спортивной школе и 856 человек (2015—705 чел) на ФОКе «Жемчужина».
В ДЮСШ работает 28 учебных групп по 7 видам спорта (волейбол, баскетбол, футбол, хоккей, дзюдо, лыжные гонки, сумо). В ФОКе «Жемчужина» работает 18 учебных групп по 10 видам спорта (футбол, бокс, волейбол, баскетбол, плавание, пауэрлифтинг, настольный теннис, аэробика, мини-футбол, лыжные гонки).
Во всех сельских общеобразовательных школах (8 школ) работают спортивные секции.
В 2016 году к занятиям физической культурой и спортом было привлечено 72 % детей состоящих на учёте в комиссии по делам несовершеннолетних и защите их прав.
В 2016 году продолжилась активная работа с инвалидами и людьми пенсионного возраста — число занимающихся физической культурой значительно увеличилось. В различных секциях укрепляют своё здоровье 267 человек с ограниченными возможностями.
Большая работа в данном направлении ведётся физкультурно-оздоровительным комплексом и центром социального обслуживания граждан пожилого возраста и инвалидов. Отделение пенсионного фонда в значительной степени способствует организации и участию пожилых людей района в Спартакиаде пенсионеров России.
В 2016 году сектором по физкультуре и спорту было проведено 98 спортивно-массовых мероприятий, в которых приняли участие более девяти с половиной тысяч человек (2015 г — более 9 тыс. человек).
В районе имеется 74 спортсооружения из них 24 спортивных зала, 37 спортивных площадок.
В 2016 году на муниципальном уровне было проведено 4 мероприятия пробного тестирования ГТО, в которых приняли участие более 3000 человек. Полномочиями муниципального центра тестирования ГТО наделён ФОК «Жемчужина».

## СМИ

##### Районная газета «Знамя победы»
Общественно-политическая газета Шарангского района. Выходит с декабря 1931 года. Ранее называлась «Колхозный натиск», «Колхозный путь», «Сталинский клич».
2016 год для редакции газеты «Знамя победы» был юбилейным — газета отметила своё 85-летие.
Газета в 2016 году выходила в свет в обычном графике (2 раза в неделю).
Несмотря на имеющиеся проблемы с типографией сбоев в выпуске газеты в течение года не было допущено.
Соответствующее отражение нашли все значимые события областного и районного масштаба.
Вместо планируемых 104 номеров было выпущено 106.
Общий тираж составил 236 380 экземпляров.

##### Районное телевидение «Истоки»
Коллектив МП «Истоки» состоит из 8 человек, включая двух сотрудников редакции СМИ «Шарангское радио». В течение 2016 года в эфир вышло 53 информационных выпуска. Еженедельное эфирное время составляет 1 час. В целях популяризации местного телевидения, большое внимание в течение 2016 года уделялось созданию новых рубрик, всего их в настоящее время более 20. О наиболее значимых событиях в жизни района рассказывалось рубриках «В объективе — дела районные» и «Гость в студии». В течение прошлого года (как и в 2015 году) местная студия телевидения «Истоки» тесно сотрудничала с Шарангской средней школой, на базе которой создана школьная телестудия.

## Русская православная церковь
- Никольская церковь (село Большое Устинское),
- Никольская церковь (деревня Астанчурга),
- церковь Александра Невского (село Щенники),
- церковь Казанской Божьей матери (деревня Пестово),
- Шарангский молебный дом (посёлок городского типа Шаранга),
- Казанско-Богородская церковь (село Роженцово).

## Известные уроженцы
- Рогожников, Андрей Михайлович (1904—1986) — участник Великой Отечественной войны, Герой Советского Союза. Родился в деревне Рогожники.
- Кузнецов, Михаил Михайлович (1923—1997) — участник Великой Отечественной войны, Герой Советского Союза. Родился в деревне Второе Кузнецово.
- Домрачев, Пётр Николаевич (1904—19??) — советский военачальник, гвардии полковник. Родился в деревне Шалагино.
- Медведев, Николай Леонидович (1950—2017) — советский и российский спортсмен и тренер по борьбе самбо. Заслуженный тренер СССР, мастер спорта СССР международного класса, почётный гражданин города Кстово.